# Maxcanú
Maxcanú es una pequeña ciudad del estado mexicano de Yucatán, cabecera del municipio homónimo, está localizada a unos 65 kilómetros al oeste de Mérida, sobre la Carretera Federal 180.
Tierra en donde los campesinos se dedican a la agricultura destacando el cultivo de la jícama, maíz, chile habanero, sábila y la papaya maradol. Un pueblo muy pintoresco en donde el 90% de la población es indígena y  habla la lengua maya.

## Toponimia
El toponímico en idioma maya significa la barba de Kanul (patronímico), por derivarse de las voces, me'ex, barba o piocha y Kanul apellido. Puede descomponerse también en tres sílabas y diría:  Sus 4 monos o changos, por derivarse de Ma'ax,  que significa chango o mono; kan, cuatro y u, su (posesión).

## Historia
No hay datos exactos sobre la fundación de Maxcanú, pero se sabe que perteneció al cacicazgo de Ah Canul antes de la Conquista de Yucatán y después de esta, se constituyó la encomienda de José Domingo Pardío con 256 indios a su cargo en 1734.
Algunos de los sucesos más importantes durante el siglo XX fueron: 
- En 1900, Maxcanú figura como Villa y cabecera del pueblo de Kopomá y dos fincas rurales llamadas Nupilá y San Isidro. Estas últimas en 1910 adquieren la categoría de Pueblo.
- El 28 de abril de 1914, Maxcanú adquiere el título de Ciudad por Decreto, el cual poco tiempo después es derogado volviendo a su condición de Villa.
- En 1921 el pueblo de Nupilá perteneciente al municipio, pierde esa categoría quedando la Villa de Maxcanú con dos pueblos: Kopomá y San Isidro.
- En 1925 el pueblo de San Isidro pierde también su categoría quedando el municipio con un pueblo: Kopomá.
- En 1935, Kopomá y la finca “Kobnochacán” deja de pertenecer a la población, erigiéndose la primera en municipio libre y la última como localidad del nuevo municipio.

## Geografía
Se localiza en la región litoral oeste del estado. La cabecera del municipio es la población que lleva el mismo nombre y tiene una distancia geográfica a la ciudad de Mérida de 55 kilómetros en dirección suroeste. Queda comprendida entre los paralelos 20º33’ y 20º46’ latitud norte y los meridianos 89º53’ y 90º24’ de longitud oeste; posee una altitud promedio de 21 metros sobre el nivel del mar.
Colinda con los siguientes municipios: al norte con Celestún, Samahíl y Kinchil, al sur con Halachó, al este con Chocholá, Kopomá y Opichén, al oeste con el Estado de Campeche.
Comisarías:Localidades consideradas importantes, y son: Chunchucmil, Kanachén, Kochol, Paraíso, Santa Rosa y Santo Domingo, y las localidades de menor importancia son: San Rafael, San Fernando, Santa María Chican Granada, Chactún, Chan Chocholá y Coahuilá. 

### Meridiano 90° Oeste
Este Meridiano pasa exactamente en la torre de la iglesia de Maxcanú (San Miguel Arcángel). La longitud determina el huso horario de la región en -6 GMT sobre la base de la convención internacional firmada en 1884, que estableció la división de la superficie terrestre en 24 husos horarios de 15° de amplitud cada uno. El meridiano define la hora de la mayor parte del territorio de México con respecto al meridiano central o de Greenwich (que pasa por la Torre de Londres). Esta convención ha sido sustituida en 1972 por el denominado Tiempo Universal Coordinado (UTC).

## Clima
Toda la extensión territorial de municipio está clasificada como cálida semiseca con lluvias en verano, presentándose durante la época de estas, las llamadas sequías de medio grano. Tiene una temperatura media anual de 26.4 °C y una precipitación anual promedio de 1,074.2 milímetros. Los vientos dominantes provienen de dirección sureste-noroeste.
| Parámetros climáticos promedio de Maxcanú | Parámetros climáticos promedio de Maxcanú | Parámetros climáticos promedio de Maxcanú | Parámetros climáticos promedio de Maxcanú | Parámetros climáticos promedio de Maxcanú | Parámetros climáticos promedio de Maxcanú | Parámetros climáticos promedio de Maxcanú | Parámetros climáticos promedio de Maxcanú | Parámetros climáticos promedio de Maxcanú | Parámetros climáticos promedio de Maxcanú | Parámetros climáticos promedio de Maxcanú | Parámetros climáticos promedio de Maxcanú | Parámetros climáticos promedio de Maxcanú | Parámetros climáticos promedio de Maxcanú |
| Mes                                       | Ene.                                      | Feb.                                      | Mar.                                      | Abr.                                      | May.                                      | Jun.                                      | Jul.                                      | Ago.                                      | Sep.                                      | Oct.                                      | Nov.                                      | Dic.                                      | Anual                                     |
| ----------------------------------------- | ----------------------------------------- | ----------------------------------------- | ----------------------------------------- | ----------------------------------------- | ----------------------------------------- | ----------------------------------------- | ----------------------------------------- | ----------------------------------------- | ----------------------------------------- | ----------------------------------------- | ----------------------------------------- | ----------------------------------------- | ----------------------------------------- |
| Temp. máx. abs. (°C)                      | 39.5                                      | 44.0                                      | 43.0                                      | 48.0                                      | 46.0                                      | 47.0                                      | 48.0                                      | 45.0                                      | 48.0                                      | 39.0                                      | 39.0                                      | 39.0                                      | 48.0                                      |
| Temp. máx. media (°C)                     | 30.4                                      | 31.4                                      | 33.9                                      | 34.9                                      | 36.0                                      | 34.6                                      | 34.5                                      | 33.7                                      | 33.1                                      | 32.5                                      | 31.8                                      | 30.3                                      | 33.1                                      |
| Temp. media (°C)                          | 23.1                                      | 23.9                                      | 26.3                                      | 27.5                                      | 29.3                                      | 28.4                                      | 28.1                                      | 27.6                                      | 27.3                                      | 26.5                                      | 25.3                                      | 24.0                                      | 26.4                                      |
| Temp. mín. media (°C)                     | 15.8                                      | 16.4                                      | 18.6                                      | 20.1                                      | 22.6                                      | 22.2                                      | 21.7                                      | 21.4                                      | 21.4                                      | 20.5                                      | 18.8                                      | 17.7                                      | 19.8                                      |
| Temp. mín. abs. (°C)                      | 6.5                                       | 8.0                                       | 8.0                                       | 10.2                                      | 13.0                                      | 12.0                                      | 16.6                                      | 18.0                                      | 17.3                                      | 10.0                                      | 10.0                                      | 7.0                                       | 6.5                                       |
| Precipitación total (mm)                  | 24.1                                      | 24.0                                      | 21.2                                      | 13.7                                      | 108.4                                     | 186.0                                     | 203.4                                     | 165.3                                     | 155.6                                     | 89.5                                      | 50.6                                      | 32.4                                      | 1074.2                                    |
| Días de precipitaciones (≥ )              | 3.8                                       | 2.6                                       | 2.7                                       | 1.5                                       | 5.2                                       | 11.8                                      | 15.1                                      | 12.9                                      | 11.7                                      | 8.6                                       | 6.1                                       | 4.6                                       | 86.6                                      |
| [cita requerida]                          |                                           |                                           |                                           |                                           |                                           |                                           |                                           |                                           |                                           |                                           |                                           |                                           |                                           |

## Fiestas tradicionales
- 28 al 7 de agosto aniversario de la fundación de Maxcanú
- 16 al 29 de septiembre en honor de san Miguel Arcángel
- 8 al 12 de diciembre en honor a la virgen de Guadalupe
- 1 al 3 de mayo en honor a la Santa Cruz